# Oteil Burbridge
Oteil Burbridge es un virtuoso bajista y multiinstrumentista estadounidense, nominado al premio Grammy.

## Biografía
De ascendencia egipcia, Oteil Burbridge comenzó su carrera en Washington D. C. como baterista  mientras escuchaba a sus ídolos de adolescencia Sun Ra, George Clinton, o Earth, Wind & Fire. Su primera aparición importante tuvo lugar en 1991, como bajista y miembro fundador de la banda Aquarium Rescue Unit, una formación de culto liderada por el legenadario Col. Bruce Hampton. En 1997 se inició su colaboración con The Allman Brothers Band, con quienes  obtuvo dos nominaciones al mejor álbum de rock instrumental, en 2004 y 2005. Durante el mismo período llegó a trabajar hasta con seis bandas distintas, entre ellas con el grupo de improvisación Vida Blue, al lado del bateristas de The Meters Russell Batiste.
En los últimos años atraviesa graves problemas de adicción a las drogas, el alcohol y el sexo y se separa de su esposa. Tras ello, se transfiere a Nueva York, donde afirma haber dejado a un lado todos esos problemas para centrarse en su trabajo con The Allman Brothers Band y con su propia banda, Oteil and the Peacemakers, con quien editó, en 2000 Love of a Lifetime, su primer álbum como solista

## Valoración e influencias
Burbridge es un virtuoso del bajo eléctrico y un maestro en el arte de la improvisación sobre cualquier estilo, desde el jazz hasta el rock pasando por el blues, el funk, el soul o cualquier otra combinación que quepa imaginar. El músico ocupó la portada de la revista Bass Player en 1993 y es un auténtico ídolo para muchos aficionados al instrumento. Burbridge, que ha sido calificado como "una de las dos voces más originales (junto a Victor Wooten) del panorama actual, dominado por clones" por el bajista y productor de CBS Randy Jackson exhibe un sorprendente dominio técnico en el bajo de 6 cuerdas y es uno de los mejores exponentes de la técnica del Scat en el instrumento.
Entre sus influencias más importantes, Oteil Burbridge reconoce a los bajistas Jaco Pastorius, Stanley Clarke, Alphonso Johnson,  Aston "Family Man" Barrett, Larry Graham, James Jamerson, Chuck Rainey, Willie Weeks, Jerry Jemmott, Rocco Prestia, Bootsy Collins y George Porter, Jr, así como a "...mi hermano Kofi, Elvin Jones, Wayne Shorter, Herbie Hancock, Allan Holdsworth...y diez mil otros!"

## Discografía selecta

### Col. Bruce Hampton and the Aquarium Rescue Unit - 1990-1993
- "Live" - 1992
- "Mirrors Of Embarrassment” - 1993

### Aquarium Rescue Unit (with Paul Henson) - 1993-1997
- "In A Perfect World" - 1996
- "The Calling" - 2003

### The Allman Brothers Band - 1997-actualidad
- "Peakin' at the Beacon" - 2000
- "Hittin' The Note" - 2003
- "One Way Out" - 2004
- “Live At The Beacon" (DVD) -2003
- “All My Friends - Celebrating the Songs and Voice of Gregg Allman" (DVD) -2014

### Vida Blue
- "Vida Blue" - 2000
- "The Illustrated Band" - 2003

### Gov't Mule
- "The Deep End Vol. 1" - 2001
- "Rising Low" (DVD) - 2002

### Oteil Burbridge and the Peacemakers
- "Love of a Lifetime" - 1998
- "The Family Secret" (CD/DVD) - 2002